# HD 153950
HD 153950は、地球からさそり座の方向に約160光年離れた位置にある7等級の恒星である。周囲を太陽系外惑星が公転していることが知られている。

## 概要
| 太陽 | HD 153950 |
| ---- | --------- |
| 太陽 | Exoplanet |

HD 153950は太陽より質量や半径がやや大きなF型主系列星で、表面温度も6,136 Kと太陽よりやや高い。金属量の値は太陽とほぼ同程度の-0.01で、形成からは43億年が経過していると推定されている。
2008年、HARPSによって行われたドップラー分光法（視線速度法）の観測でHD 153950を公転する太陽系外惑星HD 153950 bが発見され、その他5つの惑星と同時にその存在が発表された。HD 153950 bは2003年8月1日から2008年6月26日の間に行われた49回の視線速度の観測から発見された。木星の2.73倍以上の質量を持つ巨大ガス惑星とされ、潰れた楕円軌道を約500日で公転している。HD 153950 bは主星HD 153950のハビタブルゾーン内を公転している。
| 名称 （恒星に近い順） | 質量            | 軌道長半径 （天文単位） | 公転周期 (日) | 軌道離心率   | 軌道傾斜角 | 半径 |
| --------------------- | --------------- | ----------------------- | ------------- | ------------ | ---------- | ---- |
| b (Trimobe)           | ≥2.73 ± 0.05 MJ | 1.28 ± 0.01             | 499.4 ± 3.6   | 0.34 ± 0.021 | —          | —    |

## 名称
2019年、世界中の全ての国または地域に1つの系外惑星系を命名する機会を提供する「IAU100 Name ExoWorldsプロジェクト」において、HD 153950系はマダガスカル共和国に割り当てられる惑星系となった。このプロジェクトは、「国際天文学連合100周年事業」の一環として計画されたイベントの1つで、マダガスカル国内での選考と国際天文学連合 (IAU) への提案を経て、太陽系外惑星とその母星に固有名が承認されるものであった。2019年12月17日、IAUから最終結果が公表され、HD 153950はRapeto、HD 153950 bはTrimobeと命名された。Rapetoは、マダガスカルの伝承に登場する巨人。Trimobeは、マダガスカルの伝承に登場する大鬼である。